# Censura

Timbro di censura.

La censura è il controllo della comunicazione da parte di un'autorità, che limita la libertà di espressione e l'accesso all'informazione con l'intento dichiarato di tutelare l'ordine sociale e politico. Il culmine della mentalità e dell'attività censoria si raggiunge nel Novecento.
Nella maggior parte dei casi si intende che tale controllo sia applicato nell'ambito della comunicazione pubblica, per esempio quella per mezzo della stampa o altri mezzi di comunicazione di massa; ma si può anche riferire al controllo dell'espressione dei singoli, ad esempio la corrispondenza privata.

## Tipologia

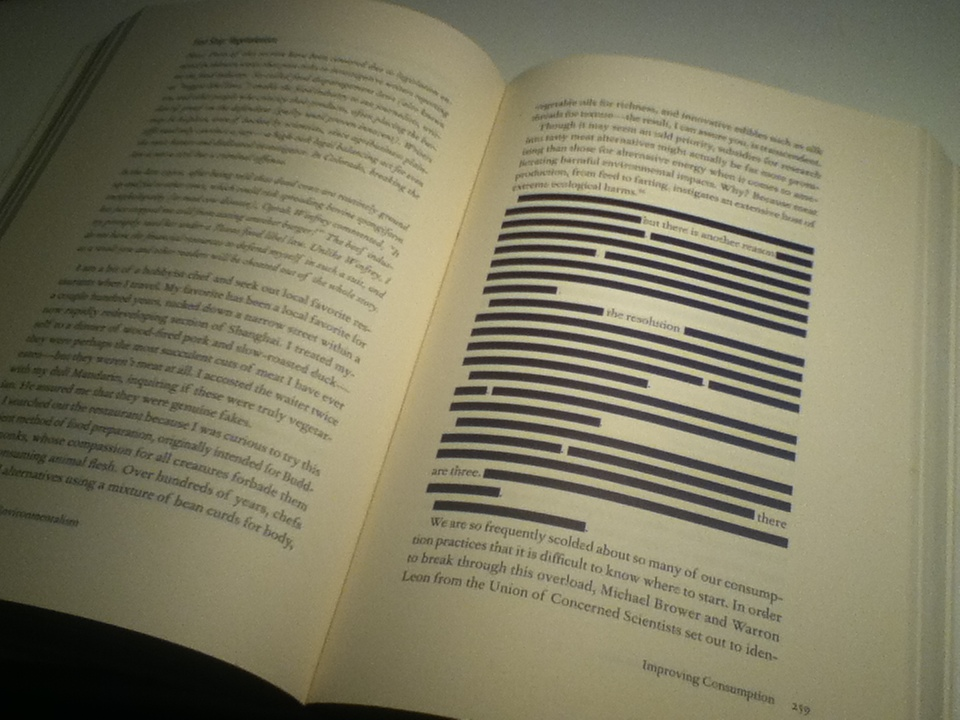
Righe censurate sulle pagine di un libro.

I tipi di censura si possono suddividere in base a diversi criteri:
- soggetti, materie e tematiche da censurare,
- tipo di medium su cui si applica la censura,
- tecnologie usate per censurare,
- modalità di censura (per esempio: censura preventiva, censura mediante forme di disturbo e/o di comunicazione sufficientemente invasiva),
- tipi di rapporto di forza attraverso cui si commette censura (forza bruta, minaccia, ricatto, corruzione, ecc.),
- grado di evidenza della censura (per esempio: spazi bianchi, "bip" nel sonoro, avvisi nella navigazione su Internet),
- grado di perfezione nel nascondere le tracce della censura nascosta,
- tipo di organizzazione che effettua la censura (organizzazioni dipendenti dallo Stato [anche indirettamente attraverso finanziamenti], associazioni per delinquere, forme ibride tra queste due),
- grado di legittimazione dell'atto di censurare.

### Censura repressiva

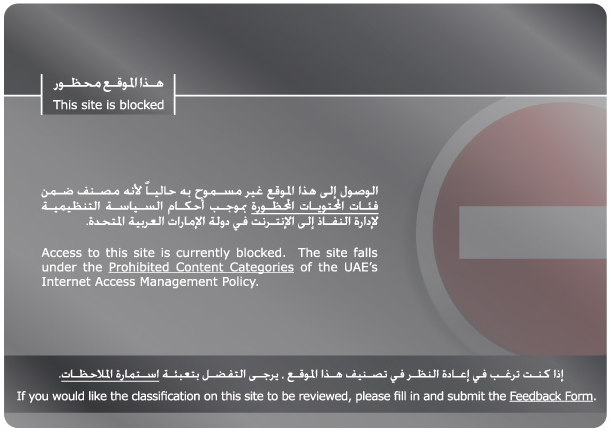
Alcuni governi di nazioni come Arabia Saudita, Corea del Nord, Cuba, Iran, Venezuela e Repubblica popolare cinese vietano alle persone nei loro paesi di visualizzare determinati contenuti Internet per motivi ideologici, politici e/o religiosi, considerati contrari ai tuoi criteri.

La censura di tipo repressivo colpisce successivamente alla diffusione del "testo", sia esso carta stampata, programma televisivo, film, ecc. Ciò avviene tramite il suo sequestro.

### Censura preventiva
La censura preventiva avviene prima della divulgazione dell'oggetto, tramite un controllo delle autorità delegate di esso, dunque non è mai presente la divulgazione del testo non censurato.
Antesignana della censura preventiva può essere considerata la bolla pontificia di papa Leone X pubblicata il 4 maggio 1515 : Inter Sollicitudines.

### Censura militare
La censura militare impedisce ai singoli soldati di esprimere opinioni e divulgare informazioni che possano mettere in cattiva luce l'istituzione militare o comprometterne la sicurezza.

### Censura politica

Mussolini saluta il re, ma l'inchino e la stretta di mano erano vietati dal regime: la foto fu censurata.

Foto vietata che ritrae in una parata al Foro Italico di Roma il Duce e la figlia Edda Ciano colpiti da un'innaffiatrice.

Un gerarca non si attiene alla marzialità mussoliniana, inciampando durante la visita in Sicilia nel 1937 di Mussolini e la foto venne vietata.

Nei regimi autoritari la censura politica impedisce a individui, associazioni, partiti e mezzi di informazione di divulgare informazioni ed esprimere opinioni contrarie a quelle del potere esecutivo. Tale censura si realizza attraverso il divieto di trattare alcuni argomenti attraverso il controllo preventivo dei contenuti divulgati dai mezzi di informazione.

#### Censura rivoluzionaria
Nonostante la solenne Dichiarazione dei diritti dell'uomo e del cittadino garantisse la libertà di espressione, e con ciò di stampa, come diritto fondamentale inderogabile, durante il periodo rivoluzionario la repressione della stampa fu all'ordine del giorno.
Se già Robespierre sottopose a rigido controllo tutte le pubblicazioni (facendo sequestrare in molti casi giornali di opposizione come il Vieux Cordelier), il Direttorio represse aspramente qualunque dissenso, facendo ampio uso dell'esercito per debellare sia la montante protesta monarchica sia quanto restava dell'estrema sinistra post-giacobina.
Con l'avvento del governo napoleonico la repressione si fece ancora più stringente. La scelta del primo console fu di salvare l'apparenza di questa libertà, mentre ne minava la sostanza.
La tecnica utilizzata fu l'ampio uso dei divieti legali con riserva di autorizzazione: relativamente alla stampa, nessun titolo poteva essere creato se non dietro autorizzazione dell'esecutivo. Ne conseguì la scomparsa massiccia soprattutto dei giornali: ne furono autorizzati pochissimi (un decreto del 1810 ne avrebbe lasciato in vita uno solo per dipartimento), tutti collocati sulla linea della più completa ortodossia governativa.
Oltre a ciò venne attivata anche una censura preventiva affidata al ministro di Polizia, e nel 1810 lo Stato si sarebbe arrogato il diritto di stampa. Era insomma la fine di qualsiasi spazio per il dibattito politico. Come recitava l'art. 9 del Decreto delle stampe e librerie, emanato il 30 novembre 1810 per il Regno d'Italia, e costruito sul modello della legge francese, è «proibito di nulla stampare o fare stampare che possa offendere i doveri dei sudditi verso il sovrano o gl'interessi dello Stato».
Se a tutto questo si aggiunge la presenza sul territorio, ovunque nell'impero, di reparti militari, e la determinazione con cui, in caso di necessità, questi furono utilizzati per fini di polizia interna, si vede come sia stato del tutto calzante il giudizio di "Stato di polizia" attribuito alla realizzazione napoleonica.

#### Censura "soft"
Un report del 2015 dell'Associazione mondiale della carta stampata (WAN-IFRA) e del Center for International Media Assistance (CIMA), nel descrivere la situazione della censura in Serbia, ha definito e descritto l'emergere di una nuova forma di censura, denominata "censura soft". L'espressione, utilizzata per la prima volta nel 2005 in un report della Open Society Justice Initative, si riferisce a una serie di pratiche e schemi che mirano a influenzare i media senza ricorrere all'interdizione legale, alla censura diretta e alla minaccia economica diretta. Questo tipo di pressioni include l'allocazione discriminatoria e selettiva dei fondi pubblici, l'abuso di potere ed ispezioni opache e discrezionali.

### Censura religiosa
La censura religiosa è presente in molte religioni sia in passato sia oggi. In ambito cristiano possiamo indicare il testo Contro i cristiani di Porfirio come prima vittima della censura cristiana; tre diversi imperatori cristiani infatti condannarono il testo alla distruzione e di esso ci sono pervenuti solo pochi brevi estratti. Un celebre strumento di censura individuale fu la mordacchia applicata all'eretico Giordano Bruno prima della sua esecuzione (ordinata dallo Stato Pontificio) sul rogo, per impedirgli di parlare prima di morire.
L'esempio storico per antonomasia della censura religiosa e specificamente cattolica è l'Indice dei libri proibiti, redatto a seguito del Concilio di Trento e abolito nel 1966. Nell'elenco dei libri proibiti si trovano soprattutto trattati astrologici, testi misogini e contro il matrimonio e, nel Novecento, testi nazionalsocialisti ("Il Mito del XX secolo" di Alfred Rosenberg) e "fascisti" (L'Opera omnia di Gabriele D'Annunzio introdotta da Mussolini, "Il catechismo del Balilla" e il primo testo razzista di un italiano, "Il razzismo" di Giulio Cogni del 1937). Non mancano tuttavia opere di grandi poeti, la cui sensibilità era in dissonanza con quanto affermato dalla Santa Sede, come Leopardi e Foscolo, né di grandi scrittori, scienziati e filosofi, tra cui, per citare solo qualche nome, Galileo Galilei, Stendhal, John Locke, Voltaire, Immanuel Kant, Niccolò Machiavelli, Alexandre Dumas e Blaise Pascal. Le loro teorie, opere o idee erano in contrasto con quanto emanato dalla Chiesa, e per questo "meritevoli" di censura. Il Sant'Uffizio copriva poi del segreto anche alcune delle sue comunicazioni, sanzionandole a pena di scomunica, come notato da Leonardo Sciascia citando le varie clausole contenute nella corrispondenza con il vescovo Angelo Ficarra.

### Censura nelle carceri
Nei sistemi carcerari la censura serve a impedire che persone sottoposte a restrizione della libertà possano, attraverso i mezzi di comunicazione loro solitamente concessi (telefono, corrispondenza, colloqui con i familiari), continuare a delinquere.

### Censura morale ed estetica
La censura morale ha lo scopo di impedire che messaggi ritenuti moralmente scorretti, offensivi, volgari o altrimenti sconvenienti possano raggiungere il pubblico o farlo in modo indiscriminato. Un esempio è la censura applicata alla pornografia e alle rappresentazioni esplicite di violenza, che ne limita solitamente l'accessibilità da parte di minori. La P.M.R.C. fu un'associazione che si occupò di ciò in campo musicale, soprattutto negli anni ottanta, intervenendo nel controllo di dischi ritenuti osceni e privi del senso del pudore.

### Censura processuale
A differenza della sanzione penale, genericamente prevista in Italia per la divulgazione degli atti di indagine secretati e delle sanzioni amministrative per violazione del divieto di utilizzo dei dati giudiziari, negli ordinamenti anglosassoni è contemplato un mezzo ulteriore di tutela del fair trial, cioè dell'imputato e della tranquillità del giudizio: è il gag order (ovvero suppression order), con cui il magistrato ingiunge alla stampa di non pubblicare alcune o tutte le notizie del processo ed in alcuni casi la stessa esistenza dell'ingiunzione magistraturale.

### Autocensura
Si parla invece di autocensura quando la censura è realizzata dal soggetto che è chiamato a esprimere opinioni e a divulgare informazioni, allo scopo di evitare di divulgare contenuti sgraditi a terzi o allo scopo di non incorrere in censura. L'organizzazione delle imprese editoriali presuppone, inevitabilmente, una forma di controllo e selezione degli articoli da parte del direttore responsabile, sia per una questione di responsabilità per omesso controllo, in cui altrimenti questi potrebbe incorrere, sia per garantire la cosiddetta "linea editoriale" della testata. In quest'ultimo caso, il diritto di cronaca del giornalista ed il carattere di "impresa di tendenza" della testata entrano in conflitto, ma si tratta di un profilo rispetto al quale, per la sua delicatezza, nell'ordinamento dello Stato italiano non sono state previste risposte di legge.

#### Quasi-censura
Capita che occasionalmente un'informazione originale e specifica, la cui stessa esistenza è quasi sconosciuta al grande pubblico, sia tenuta in una situazione di quasi-censura, essendo classificata come “sovversiva” o “sconveniente”.
Omertà: per estensione, quando gli argomenti che confermano l'esistenza di un male coincidono con l'autocensura.

### Censura nella psicoanalisi
Nell'ambito della teoria freudiana, la censura indica quel particolare meccanismo che blocca i desideri dell'inconscio e impedisce loro di accedere alla coscienza del soggetto. La censura è quindi all'origine della rimozione, procedimento attraverso cui vengono mantenuti nell'inconscio pensieri, immagini, desideri o ricordi legati a una pulsione non accettabile.
La censura si riduce ma non si annulla completamente durante il sonno; pertanto nei sogni emergono i contenuti dell'inconscio, ma non in maniera esplicita. Il sogno è, infatti, caratterizzato da un contenuto manifesto, quello che effettivamente si ricorda al risveglio e da un contenuto latente, composto da elementi "mascherati" mediante simboli o metafore, per poter aggirare la censura. Questa rappresentazione indiretta dei contenuti rimossi ha lo scopo di rendere accettabile alla coscienza i desideri non confessabili del sognatore.

## Censura cinematografica
La censura cinematografica viene esercitata sui film attraverso un organo statale, che può, a seconda dei casi, intervenire sulla proiezione, sulla distribuzione e talvolta su diverse fasi della realizzazione stessa di un film.
Istituita con il fine di impedire spettacoli con contenuti violenti, contrari alla pubblica decenza, al sentimento religioso o civile, o con il fine di tutelare i minori, nei regimi totalitari è divenuta anche un mezzo di controllo dei contenuti politici di un film e un incentivo alla propaganda di regime.
Nella maggioranza dei paesi democratici, la censura cinematografica è sostituita da sistemi di autoregolamentazione ai quali aderiscono volontariamente le case produttrici e distributrici.

## Censura televisiva

### Censura dei telefilm
In Italia i telefilm trasmessi in fascia protetta vengono talvolta censurati. Ne è un esempio Smallville, che nelle repliche e negli episodi inediti della settima stagione, trasmessi tra le 15:00 e le 16:40, è stato epurato da tutte le scene più cruente. Anche Buffy l'ammazzavampiri ha subito molte censure.   Nell'estate 2008 Italia 1 ha trasmesso in fascia protetta Summer Dreams, censurando tutte le scene su una relazione omosessuale, cosa che accadrà anche nelle repliche trasmesse nell'estate 2010 e negli episodi della quarta stagione in prima tv su La5.
Non è raro che le serie subiscano tagli alle scene, tuttavia se il contenuto visivo lo consente, ciò è evitabile traducendo i dialoghi in italiano utilizzando espressioni meno volgari rispetto all'originale straniero.

### Censura nei cartoni animati
La censura dei cartoni animati colpisce soprattutto le produzioni giapponesi. La causa della censura si può ricondurre al fatto che cartoni per adolescenti o addirittura per adulti, vengano associati ad un pubblico infantile. Altri sostengono che tale censura sia motivata da un tentativo di allargare il pubblico fruitore sia del programma che dell'oggettistica relativa.
Le principali censure riguardano:
- eliminazione di ogni riferimento al Giappone;
- localizzazione dei nomi giapponesi;
- eliminazione di scene o dialoghi violenti o espliciti;[12]

In Italia, ad esempio, i cartoni animati sono spesso associati ad un pubblico infantile e dunque devono essere adattati per mezzo della censura. Alla censura spingono anche le associazioni dei genitori, quali ad esempio il Moige. L'adattamento del programma ad un pubblico molto giovane può portare spesso alla snaturazione del programma stesso. Molti pensano che la censura potrebbe essere evitata trasmettendo i cartoni in seconda serata. Dal 1998 esiste un'associazione che si batte contro la censura dei cartoni: l'ADAM-Associazione Difesa Anime e Manga, che mantiene contatti con giornalisti esperti del settore fumettistico.
In Italia i cartoni animati vengono censurati specialmente dalle reti Mediaset. La rete che invece censura meno è MTV che tra l'altro trasmette i cartoni in prima serata e non di pomeriggio; la maggior parte dei cartoni animati trasmessi da MTV non sono stati censurati; nel caso mandi in onda un anime con contenuti non adatti avverte gli spettatori con un avviso.
La censura dei cartoni è diffusa anche in altri paesi come gli USA e la Francia. Negli USA in particolare i cartoni sono molto censurati: infatti i censori statunitensi non si limitano solo a tagliare qualche scena, ma a modificare graficamente il cartone sostituendo per esempio le sigarette con i leccalecca e le pistole vere con quelle giocattolo (ad esempio in One Piece). Un altro anime particolarmente censurato è senza dubbio Detective Conan. In generale, solo in Giappone gli anime restano per lo più integri (le sole censure riguardano alcuni anime a sfondo erotico o molto violento).

## Censura dei software
Sebbene quasi inesistente, alcuni governi, come quello della Repubblica popolare cinese hanno predisposto censure di parti di software, ritenute illegali in quel paese. L'enciclopedia della Microsoft Encarta è ancora oggi censurata in diversi paesi asiatici, per alcuni dei suoi contenuti ritenuti controversi.
Nel 1983 l'Electronic Information Act legiferato dal governo di Pretoria in Sudafrica ha previsto l'approvazione, da parte di un organismo di censura, dei software che venivano scritti nel Sudafrica. Tale atto è stato emanato dal momento che i codici sorgenti di molti software che venivano prodotti, venduti e/o scambiati in Sudafrica contenevano commenti di incitamento alla lotta anti-apartheid.
Nel 1986 furono sequestrate, all'Aeroporto Jan Smuts di Johannesburg, più di 1 000 copie modificate del sistema operativo Windows 1.0 che contenevano un commento con l'intero libro dello scrittore bandito Donald Woods, Biko (poi ispiratore del film del 1987 Grido di libertà). L'Electronic Information Act è stato infine abolito nel 1998.

### Censura nei videogiochi
La censura nei videogiochi spinta da associazioni di genitori e dagli stessi governi, viene effettuata sin dai primi giochi con contenuti violenti e/o erotici e si divide in due tipologie:
1. censura parziale dei contenuti (modifica di determinate scene o azioni per edulcorare il contenuto);
2. censura totale (il prodotto cioè non viene distribuito sul suolo nazionale).

## Censura dei fumetti
(Stan Lee)
Anche i fumetti vengono talvolta censurati. La censura dei fumetti era molto diffusa negli USA negli anni cinquanta e sessanta quando si pensò che i fumetti potessero contribuire alla diffusione della delinquenza giovanile; durante il maccartismo negli USA venne dunque istituito il CCA, Comics Code Authority, il cui compito fu quello di diminuire la violenza e cancellare i messaggi di propaganda comunista o giudicati come tali.
Le case editrici dovettero quindi adeguarsi a questo codice censurando le storie a fumetti; la Western Publishing, che pubblicava le storie a fumetti Disney negli USA, in alcune occasioni censurò diverse storie di Carl Barks tra cui Paperino e l'incendiario (vengono censurate le ultime due vignette in cui si vede Paperino in prigione per aver provocato un incendio), Paperino e le forze occulte (tagliata la scena iniziale e quella in cui appare un orco evocato dalla strega Nocciola), Zio Paperone e il vello d'oro (venne cambiato il nome alle harpies (arpie) in larkies (mattachione) perché in inglese harpies significa anche prostitute) e Zio Paperone e la Stella del Polo (tagliata la scena del rapimento di Doretta Doremì). Il motivo di queste censure era la troppa violenza.
Anche in Italia negli anni sessanta si giunse a una forma di autocensura: nel 1951, l'Apostolato della Buona Stampa pubblicò un "Indicatore della stampa per ragazzi", in cui vennero elencate le testate "raccomandabili", "leggibili", "leggibili con cautela" ed "escluse". In quest'ultimo gruppo, riservato alla "stampa moralmente nociva, che non è permesso leggere per nessuna ragione, perché costituisce un eccitamento alla delinquenza, alla corruzione e alla sensualità", figuravano, fra altri 230 titoli, serie western come Pecos Bill, Piccolo Sceriffo e Tex. Nello stesso periodo, due deputati democristiani, Federici e Migliori, presentarono alla Camera un progetto di legge che chiedeva un controllo preventivo sui periodici a fumetti. Per evitare di dover sottoporre ogni pagina al giudizio di una "commissione di censura governativa", gli editori del settore si coalizzarono, istituendo una propria "commissione di autocensura", contraddistinta dal marchio GM (Garanzia Morale). Fu così che a partire dall'estate del 1962 tale marchio apparve sulle copertine dei principali periodici a fumetti italiani, patrocinato dall'Associazione Italiana Editori Periodici per Ragazzi. All'interno degli albi apparivano le seguenti parole:
Gli editori italiani iniziarono quindi a censurare le storie eliminando le parolacce e la violenza nelle storie da loro pubblicate. Ne fecero le spese soprattuttoTex e i supereroi americani. Anche i fumetti Disney vennero autocensurati: anche qui vennero rese meno violente le storie (rendendo più lievi le punizioni di Qui, Quo, Qua per esempio); inoltre anche le ristampe non uscirono indenni dalla censura: vennero modificati infatti alcuni dialoghi considerati poco politically correct. Comunque l'autocensura durò sino al giugno 1967.
Ancora oggi comunque esiste la censura nei fumetti. Per esempio, la Walt Disney Company Italia quando ha ristampato storie a fumetti datate che contengono frasi poco politically correct, sono avvenute modifiche di non poco conto. Per esempio quando ha ripubblicato Topolino e i grilli atomici nel novembre 2007 ha modificato la frase pronunciata da Pippo "E i zanzaroni hanno divorato i banditi!" in "E i banditi sono fuggiti".
In alcuni casi la Disney Italia ha censurato frasi che contengono riferimenti alla religione. In altri, invece, frasi che potrebbero offendere alcune categorie di persone. Per esempio nella versione originale di Paperinik il diabolico vendicatore Paperone offende Paperino dicendo che «questo pelandrone non è nemmeno capace di derubare un sordomuto cieco e paralitico». Nella versione censurata dice invece «questo pelandrone non è nemmeno capace di rubare una noce a uno scoiattolo».
Anche i manga, i fumetti giapponesi, in alcuni casi sono censurati. Per esempio in seguito ad alcune proteste del Moige, la Star Comics è stata costretta a censurare, dalla terza edizione in poi, una scena del manga Dragon Ball, ritenuta non adatta ai minori. C'è un altro caso di manga censurato: la Planet Manga ha infatti censurato il manga in un volume Ludwig, pubblicato nel novembre 2005, per nascondere la relazione incestuosa e pedofila tra Biancaneve e suo padre.

## Censura nella musica
Vi sono stati anche frequenti casi di censura nella musica, fra i quali alcuni dei più eclatanti sono stati la censura nel Regno Unito di Come Together  dei Beatles e di God Save the Queen dei Sex Pistols.

### Censura nella musica in Italia
In Italia la censura musicale è avvenuta per lo più per motivi politici durante il periodo fascista, e per motivi di contenuti considerati scabrosi secondo i codici morali del periodo negli anni cinquanta-settanta.
Un altro periodo di censura fu quello della dominazione austriaca sul Lombardo-Veneto tra il 1797 e il 1861. Si pensi alla censura a cui furono sottoposti alcuni melodrammi, fra cui Rigoletto e La traviata di Giuseppe Verdi; al primo di questi melodrammi, tratto da "Il re si diverte" di Victor Hugo, fu imposto un cambio di ambientazione: dalla Francia del XVIII secolo alla corte dei Gonzaga a Mantova per evitare riferimenti politici, oltre che alla sostituzione di alcuni versi giudicati osceni. Ne La traviata, tratta da La Signora delle camelie, abbiamo lo spostamento dell'azione dalla contemporaneità (1850) al 1700, oltre che la sostituzione di alcuni versi (il soggetto di La Traviata, che ha come protagonista una cortigiana, fu giudicato scandaloso). Anche Un ballo in maschera fu spostato dalla corte danese a Boston per evitare le conseguenze psicologiche e politiche della rappresentazione di un regicidio. Nel 2021 le due parolacce presenti nella canzone Zitti e buoni dei Måneskin furono vietate dal regolamento per l'Eurovision Song Contest e così furono modificati i versi in questione.